# Melocanna
Els bambús del gènere Melocanna o Beesha de la subfamília de les bambusòidies de la família de les poàcies, són plantes de clima tropical.

## Taxonomia
- Melocanna arundina
- Melocanna baccifera - pear bamboo, berry bamboo, muli, muli bamboo, terai bamboo
- etc.